# Juri Walentinowitsch Kowaltschuk
Juri Walentinowitsch Kowaltschuk (russisch Юрий Валентинович Ковальчук; * 25. Juli 1951 in Leningrad, UdSSR) ist ein russischer Physiker, Finanzgeschäftsmann, Medienunternehmer und Milliardär. Er war von 2005 bis 2012 Vorsitzender des Verwaltungsrats der in Sankt Petersburg beheimateten Bank Rossija und ist seit Juni 2012 Vorsitzender des Aktionärsbeirats der Bank.

## Leben
Juri Kowaltschuk kam 1951 als Sohn des Historikers Walentin Kowaltschuk im damaligen Leningrad zu Welt. Er studierte Physik an der Staatlichen Universität Leningrad bis zum Abschluss im Jahr 1974. Ab 1977 arbeitete er als Wissenschaftler am Physikalisch-Technischen Institut Joffe in Leningrad. Im Jahre 1985 wurde ihm nach erfolgreicher Verteidigung seiner Dissertation der Grad eines Doktors der physikalisch-mathematischen Wissenschaften zuerkannt. Von 1988 bis 1991 hatte er dann die Position des stellvertretenden Direktors des Physikalisch-Technischen Instituts Joffe inne. In der Umbruchzeit zu Beginn der 1990er Jahre war Kowaltschuk an diversen Projekten in Sankt Petersburg, wie die Stadt seit 1991 wieder heißt, beteiligt und arbeitete auch im Auftrag von Anatoli Sobtschak, dem damaligen Bürgermeister. Aus dieser Zeit rührt auch Kowaltschuks Freundschaft mit Wladimir Putin. Am 11. November 1996 gründete er gemeinsam mit sieben weiteren Personen die Datschen-Kooperative „Osero“ in der Ortschaft Solowjewka am Ostufer des Komsomolzen-Sees auf der Karelische Landenge nördlich von Sankt Petersburg. Die anderen Gründungsmitglieder dieser Gemeinschaft sind heute so prominente Köpfe wie Wladimir Smirnow, Nikolai Schamalow, Wladimir Jakunin, Wiktor Mjatschin, Andrei Fursenko, dessen Bruder Sergei und nicht zuletzt Wladimir Putin selbst.
Kowaltschuk gehörte im Jahr 2000 mit zu den Gründern der Stiftung „Zentrum für Strategische Forschung Nordwest“ und hat dort seitdem eine leitende Stellung inne.
Im Dezember 2000 wurde Kowaltschuk mit dem Orden der Freundschaft ausgezeichnet.
Von 2005 bis 2012 war Juri Kowaltschuk Vorsitzender des Verwaltungsrats der Bank Rossija, deren größter Einzelaktionär er mit über 37 % Aktienanteil vor Nikolai Schamalow mit 9,6 Prozent ist. Juri Kowaltschuk ist seit 2012 Vorsitzender des Aktionärsbeirats der Bank. Die Bank Rossija ist seit 2004 Eigentümerin des Versicherungskonzerns Sogaz, dem wiederum seit 2006 über 75 % Anteile der Geschlossenen Aktiengesellschaft „Lider“ (russisch: ЗАО «Лидер», Д. У./engl.: CJSC Leader, D.U) gehören. „Lider“ verwaltet treuhänderisch mehr als 80 Prozent der Aktienanteile der GAZFOND-Gruppe, dem Hauptaktionär der Gazprombank. Dadurch kontrolliert die Bank Rossija indirekt sowohl die Gazprombank als auch die Gazprom-Media-Gruppe. Diese Verflechtungen bedingen den großen Einfluss von Kowaltschuk als Hauptaktionär der Bank Rossija. Zur Gazprom-Media-Gruppe gehören unter anderem die regierungsnahe Zeitung Iswestija, die Fernsehsender NTW und TNT sowie der Radiosender Echo Moskwy (Aktienanteil von 66 Prozent). Zum Rossija-Konzern gehört ebenfalls die Anfang 2008 gegründete und der in Russland einflussreichste Medienkonzern Nationale Mediengruppe (NMG), deren Verwaltungsratsvorsitzende seit September 2014 Alina Kabajewa ist, nachdem diese Funktion zuvor von seinem Neffen Kirill Kowaltschuk ausgeübt worden war, der dann den Vorsitz des Managements übernahm. Zur NMG gehören neben vielen Zeitungen und Webseiten unter anderem der früher regierungskritische Privatfernsehsender Ren-TV (Beteiligung in Höhe von 68 Prozent), der Sender „Petersburg-Fünfter Kanal“ sowie eine 25%ige Minderheitsbeteiligung am Ersten Kanal.

## Diverses
In der Ausgabe des russischen Forbes-Magazin vom Mai 2008 erschien Kowaltschuk zum ersten Mal in der Liste der 100 reichsten Menschen Russlands, sein Vermögen wird auf 1,9 Milliarden Dollar geschätzt.
Juri Kowaltschuk ist seit 1996 Honorarkonsul des Königreichs Thailand in Sankt Petersburg.
Seit März 2014 steht Kowaltschuk auf der Sanktionsliste Specially Designated Nationals and Blocked Persons des US-Finanzministeriums.
Im Juli 2014 belegte die EU die beiden Hauptanteilseigner der Rossija-Bank, Juri Kowaltschuk und Nikolai Terentjewitsch Schamalow, mit Einreiseverboten und Kontosperrungen.
Im Dezember 2015 erwarb Kowaltschuk die Rechte an russischen Vermögenswerten von Ted Turner, einschließlich die der russischen Version von CNN, Cartoon Network und Boomerang. Der Grund für den Verkauf war das russische Medieneigentumsgesetz, das den Besitz russischer Medien durch Ausländer einschränkt.
Im Jahr 2017 kaufte Kowaltschuk den jahrhundertealten Weinbetrieb „Nowij Swet“ (Neue Welt) für 26,4 Millionen Dollar in einem der ersten Privatisierungsmaßnahmen auf der russisch annektierten Halbinsel Krim.
Juri und sein Bruder Michail sind laut Einschätzung eines russischen Politikwissenschaftlers einer von einer „handvoll“ Geschäftsleute, die so eng vertraut mit Wladimir Putin sind (u. a. weil sie mit Putin eine „bestimmte Weltsicht“ und „Vorstellungen von der Zukunft“ teilen), dass sie bei Putin wichtige politische Entscheidungen anstoßen können, die anderen Oligarchen nicht vorbehalten sind.

## Familie
Juri Kowaltschuks Ehefrau Tatjana ist laut EU mit einem Nettovermögen von etwa 600 Mio. USD die drittreichste Frau Russlands und wurde ebenfalls von der EU sanktioniert. Mit ihrem Mann ist sie über die Investmentgesellschaft Aquila Capital Miteigentümerin des größten russischen Versicherers Sogaz.
Deren Sohn Boris (geb. 1978) war von 2006 bis 2008 in leitender Funktion seitens der Regierung verantwortlich für die Umsetzung der Nationalen Projekte.
Stepan Kowaltschuk, Senior Vice President Social-Media-Netzwerk VK, ist ein Großneffe von Juri Kowaltschuk und wurde ebenfalls von der EU sanktioniert.
Der Physiker Michail Kowaltschuk ist Juri Kowaltschuks älterer Bruder. Er ist seit 2005 der Direktor des Kurtschatow-Instituts. Dessen Sohn Kirill Kowaltschuk (geb. 1968) wurde ebenfalls von der EU sanktioniert. Seit September 2014 ist er Präsident der National Media Group (NMG).